# Świątynia Wang
Kościół Górski Naszego Zbawiciela (powszechnie znany jako Kościół Wang lub Świątynia Wang) – ewangelicki kościół parafialny w Karpaczu w Karkonoszach, przeniesiony w 1842 z miejscowości Vang, leżącej nad jeziorem Vangsmjøsa w Norwegii.

## Historia i architektura
Kościół został zbudowany z sosnowych bali w miejscowości Vang w południowej Norwegii, na przełomie XII i XIII wieku. Powstał jako jeden z około tysiąca (przetrwało kilkadziesiąt) norweskich kościołów klepkowych (słupowych) – stavkirke. Uważany jest za najstarszy drewniany kościół w Polsce.
W XIX wieku świątynia stała się już za mała na potrzeby ludności miejscowości Vang, która chcąc wybudować sobie nowy kościół, musiała zaciągnąć pożyczkę na pokrycie kosztów budowy. Kościół był mocno zniszczony, ale nadawał się do sprzedaży w celu rozbiórki i odbudowania w innym miejscu. Wtedy norweski malarz Jan Krystian Dahl przebywający w Dreźnie skłonił pruskiego króla Fryderyka Wilhelma IV do jej zakupu za 427 marek dla berlińskiego muzeum.
W 1841 rozebraną świątynię przewieziono najpierw do Szczecina, a potem do Berlina, jednak zaprzyjaźniona z królem hrabina Fryderyka von Reden z Bukowca przekonała go, żeby przewieźć ją na Śląsk. Argumentem było to, że gmina, do której należał Karpacz Górny, Borowice, Wilcza Poręba i Budniki, nie miała kościoła i była obsługiwana okazjonalnie przez duchownych z Kowar lub Miłkowa. Dokładne położenie wyznaczył dyrektor sobieszowskiego zarządu dóbr rodu Schaffgotschów, wyliczając najkrótsze czasy dojścia z poszczególnych miejscowości. Wzięto też pod uwagę scenerię, w jakiej miał stanąć kościółek. Świątynię najpierw Odrą przewieziono do Malczyc, potem drogą lądową do Karpacza Górnego (wówczas niem. Brückenberg – Mostowa Góra), w którym znalazł się w roku 1842.
Znaczna część oryginalnych elementów kościoła nie nadawała się do użytku. Kierujący budową pisał w kwietniu 1844 roku, że z Norwegii przewieziono tylko jedną piętnastą jego fragmentów. Brakujące części dorabiano w trakcie budowy na podstawie rysunków. W zrekonstruowanym kościele wybudowano krużganki, wieżę oraz wykonano okna w krużgankach i w ścianach wewnętrznych, których pierwotny kościół nie posiadał. Oryginalne są umieszczone pośrodku kościoła cztery drewniane kolumny oraz bogato rzeźbione portale, a także rzeźbione lwy nordyckie. Spośród późniejszych elementów na uwagę zasługuje bogato zdobiony krucyfiks wyrzeźbiony w jednym pniu dębowym przez Jakuba z Janowic w 1846 roku.
28 lipca 1844 świątynia Wang stała się kościołem miejscowej parafii ewangelickiej i jest nim nadal. Stanowi atrakcję turystyczną Karpacza.
Konstrukcja kościoła wykonana jest bez użycia gwoździ, wszystkie połączenia zrealizowano przy pomocy drewnianych złączy ciesielskich. Wnętrze świątyni ozdobione jest oryginalnymi zdobieniami i rzeźbami. Bryła obiektu podczas prac konserwatorskich, zgodnie z XIX-wiecznymi trendami konserwatorskimi, uległa znacznej rozbudowie. Dobudowano też wysoką kamienną dzwonnicę, która chroni drewnianą świątynię przed wiatrem znad Śnieżki. Kościół posiada 3 dzwony: Owieczka Boża, Ojcze Nasz i Chwała Chrystusowi.
W latach 1963–1965 przeprowadzono prace konserwatorskie. Odnowiono malowanie elementów drewnianych. Wymieniono pokrycie dachowe z łupku na gont przycinany według wzorów norweskich. Wykonano instalację elektryczną i ogrzewanie.
Na przykościelnym cmentarzu pochowani zostali zarówno wierni z miejscowej parafii (np. Henryk Tomaszewski) oraz ich duszpasterze, jak również osoby, które zginęły w górach (np. Julianne Caroline Korber – właścicielka Riesenbaude, zmarła 22 listopada 1884 i pochowana 6 dni później). 29 kwietnia 2014 roku na cmentarzu przy świątyni Wang został pochowany Tadeusz Różewicz.
W miejscu dawnego pomnika żołnierzy-ofiar I wojny światowej znajduje się rzeźba „Wskrzeszenie Łazarza” autorstwa Ryszarda Zająca.

## Galeria

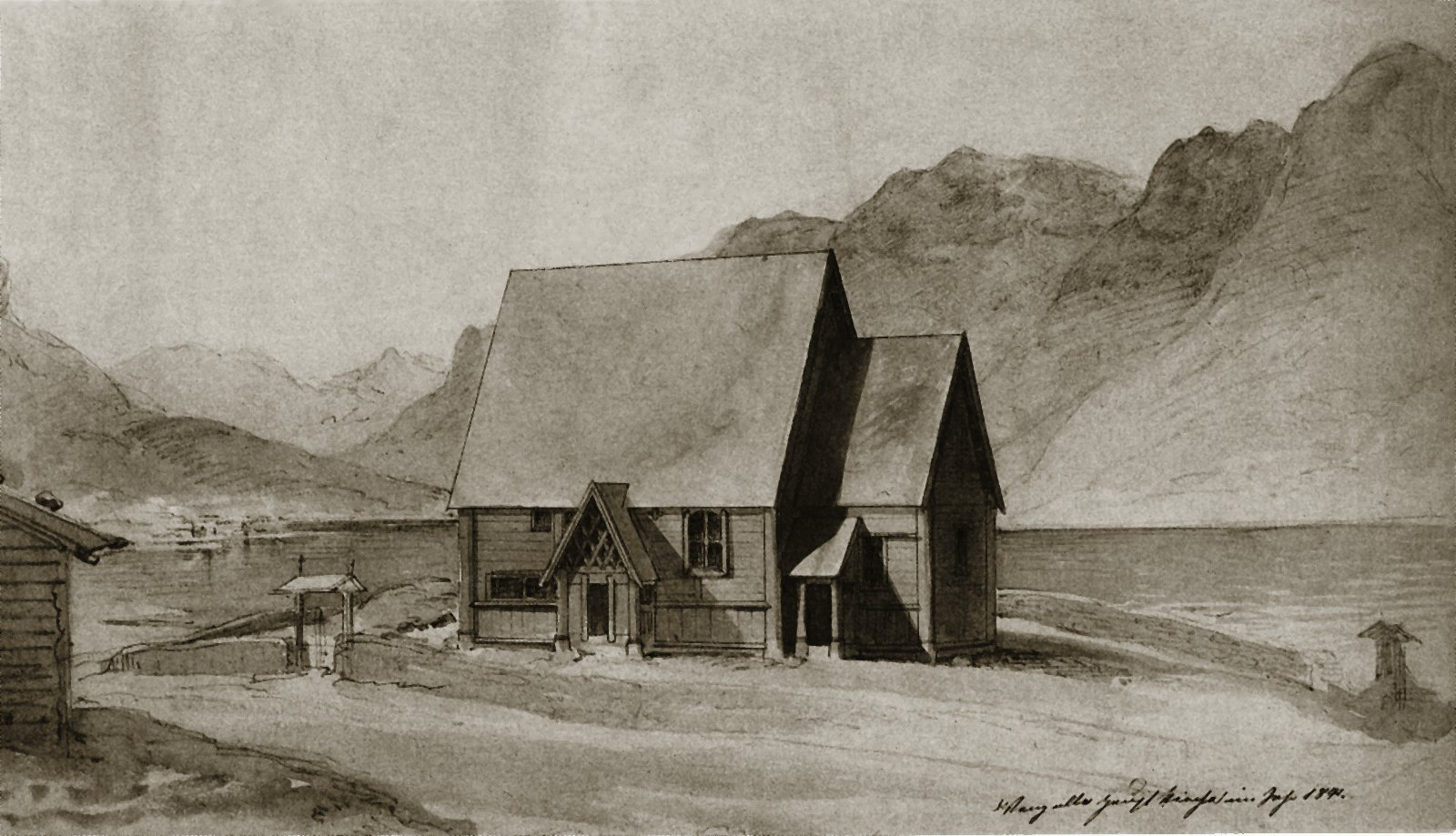
Świątynia Wang w Norwegii, rysunek F.W. Schiertza z 1841 roku
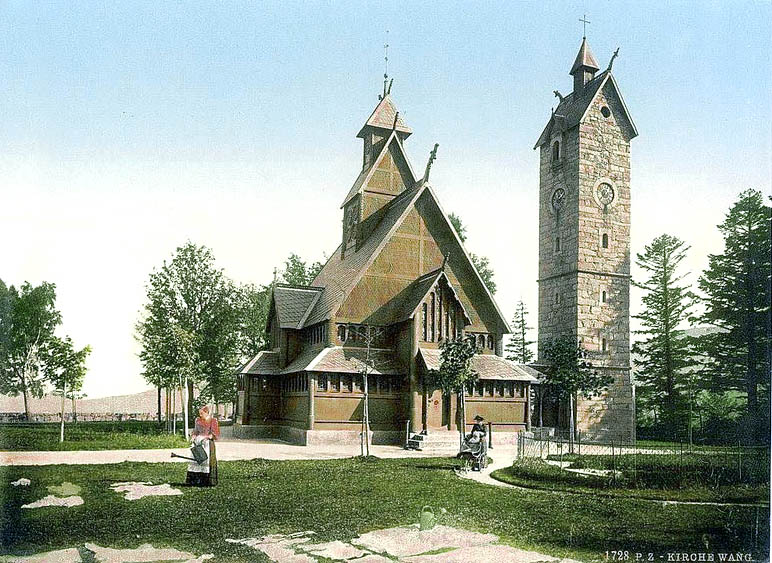
Świątynia Wang po przeniesieniu do Karpacza (ok. 1900 r.)
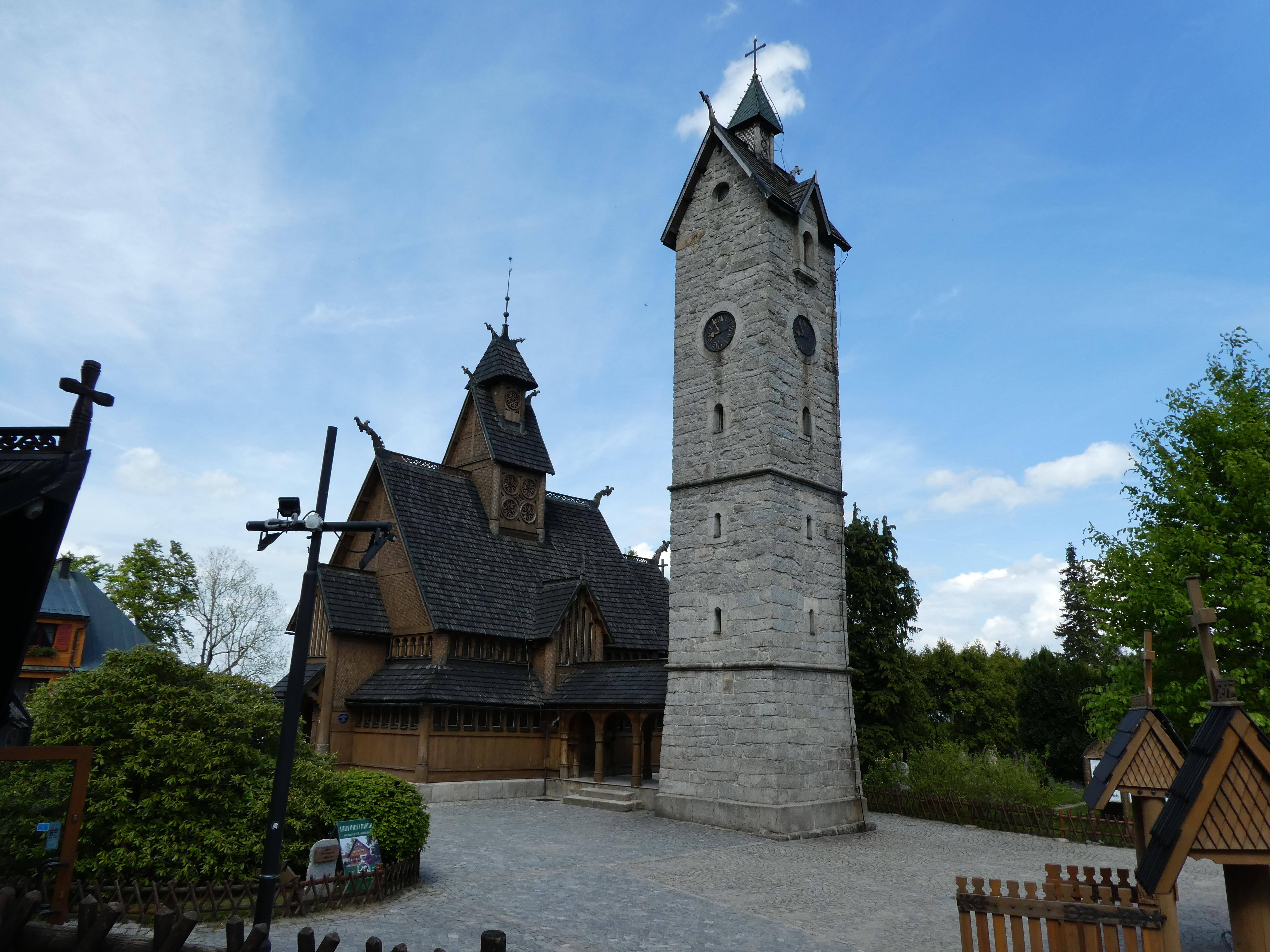
Świątynia Wang w Karpaczu w 2019 roku
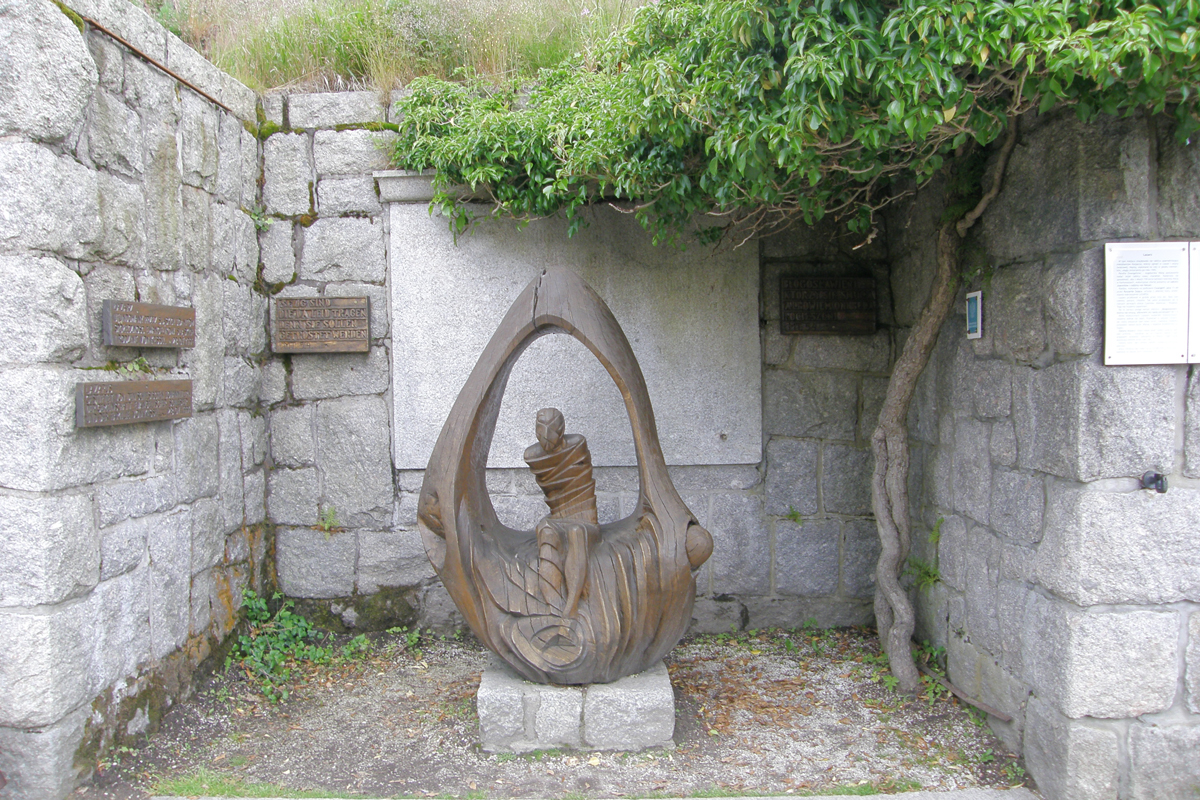
Wskrzeszenie Łazarza - rzeźba na kościelnym dziedzińcu.
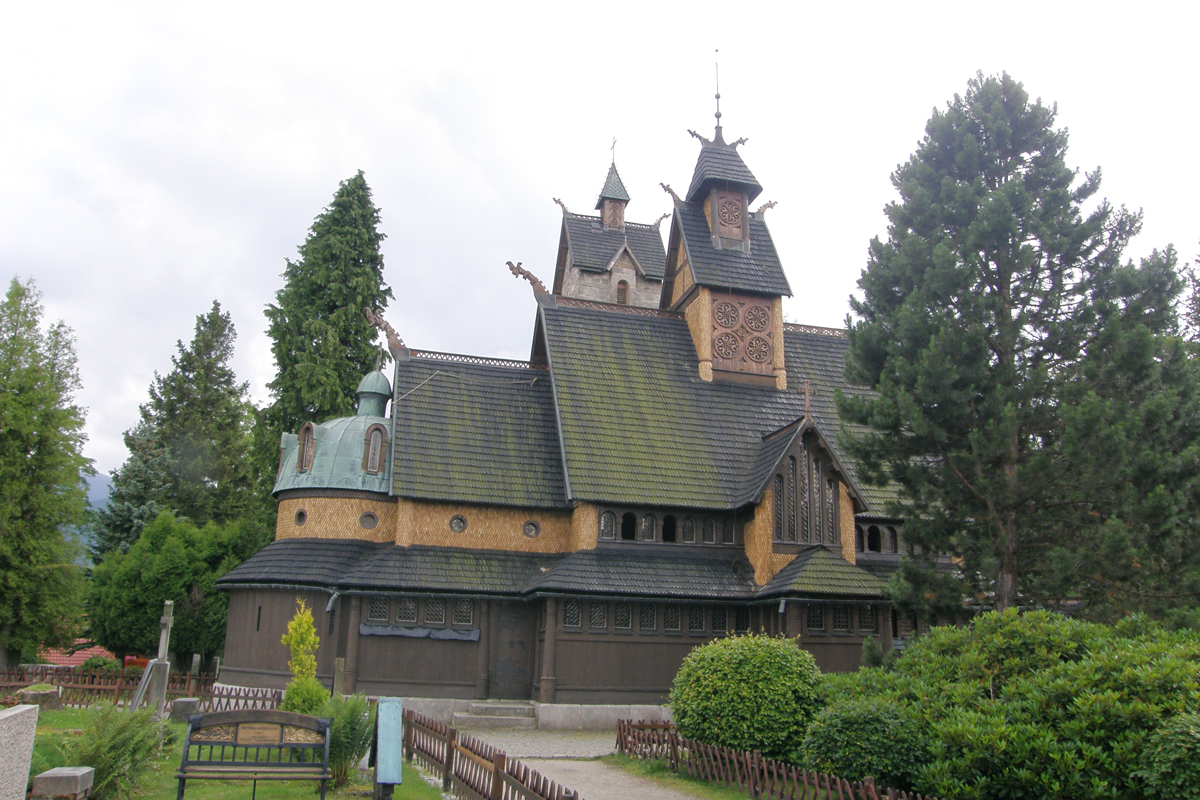
Kościół Wang - widok z lewej strony.
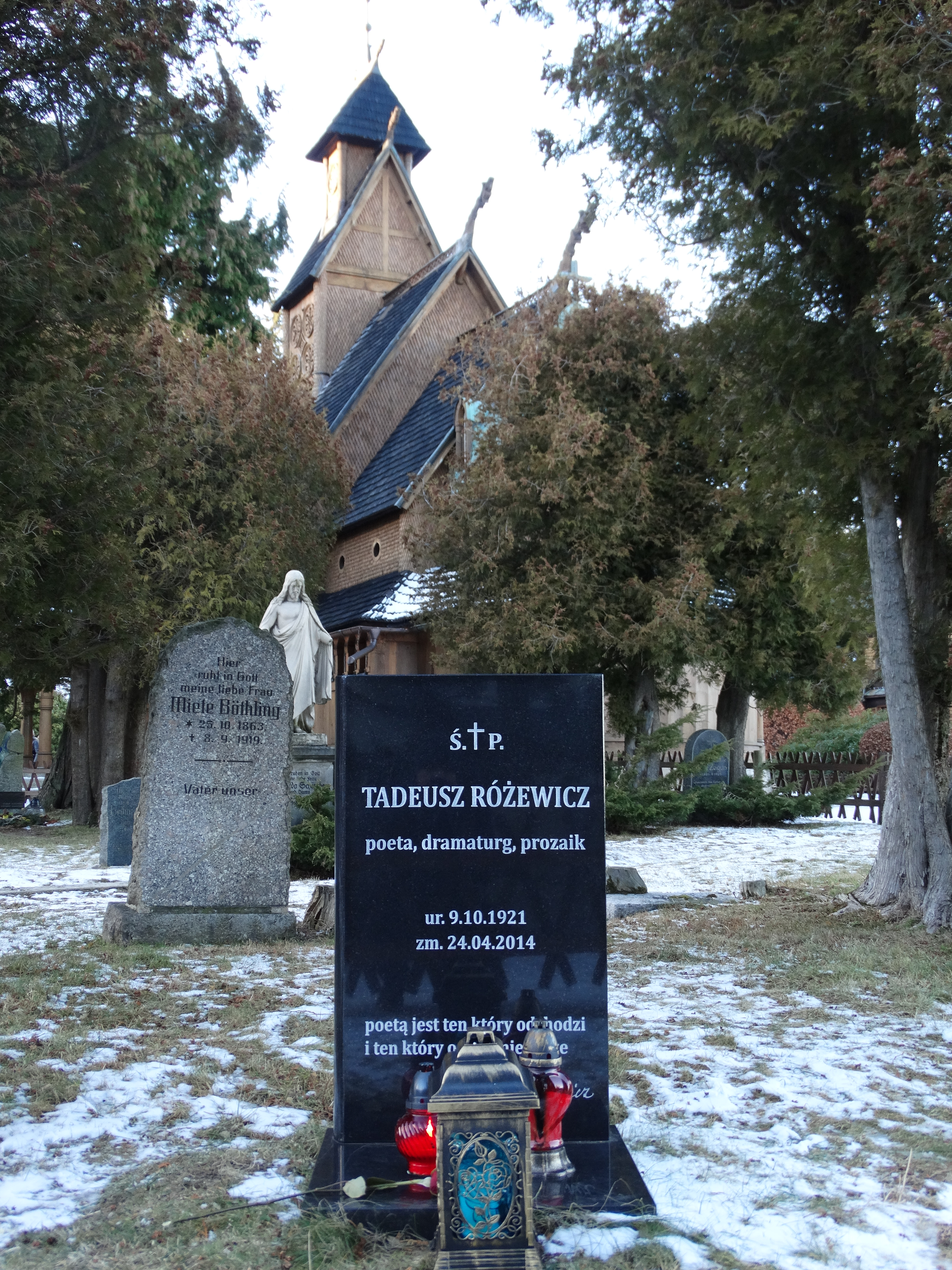
Grób Tadeusza Różewicza na cmentarzu przykościelnym
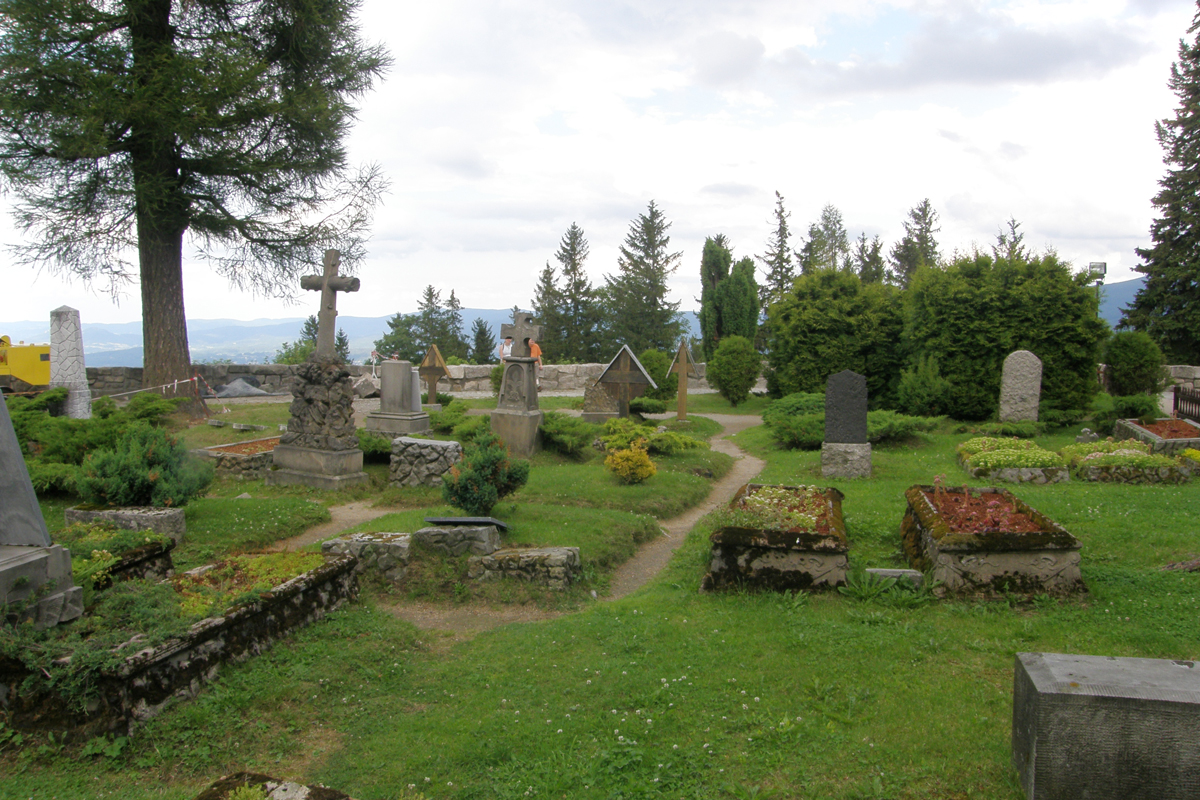
Cmentarz przykościelny.
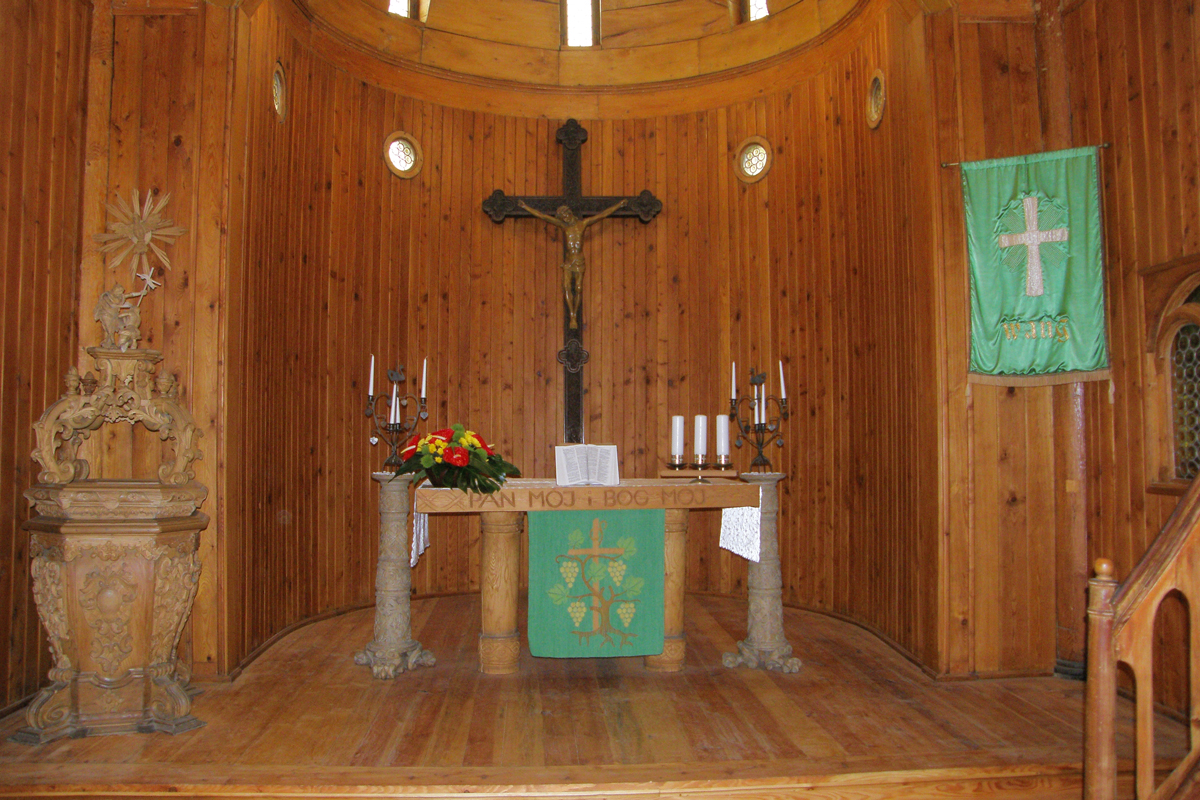
Kościół Wang - ołtarz i chrzcielnica.
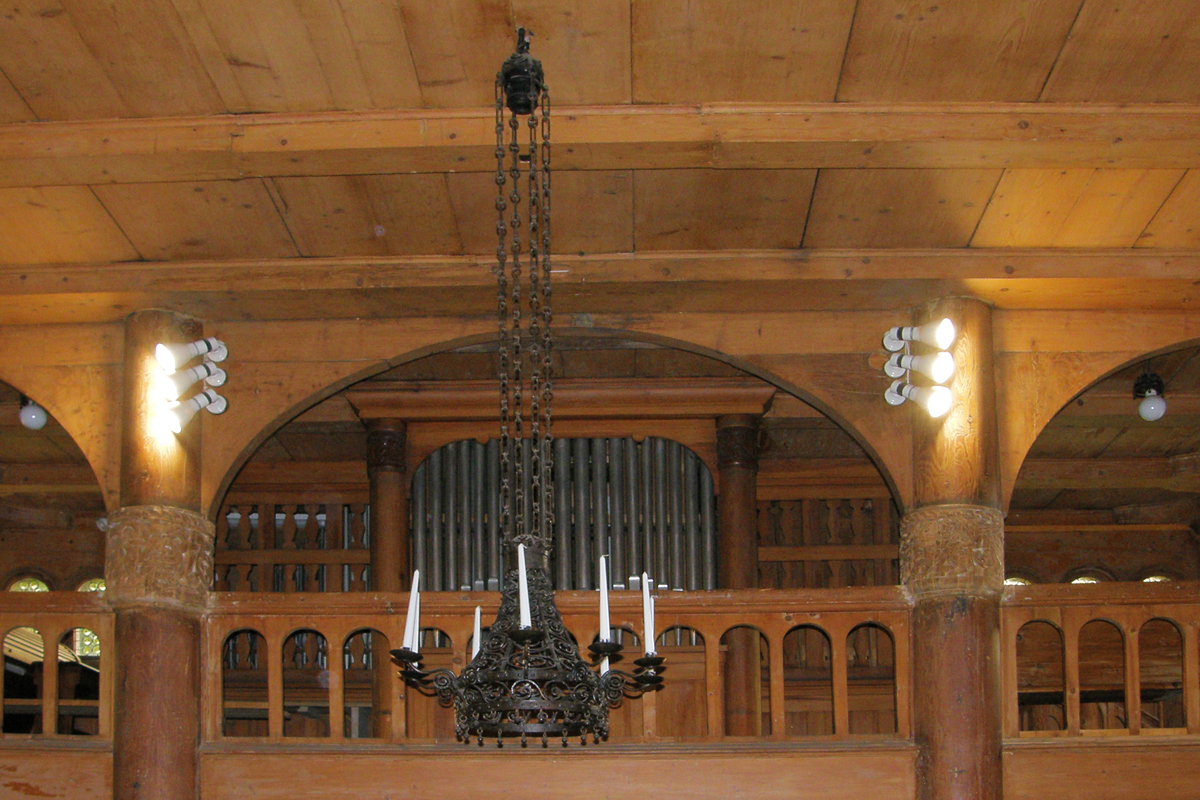
Kościół Wang - organy.
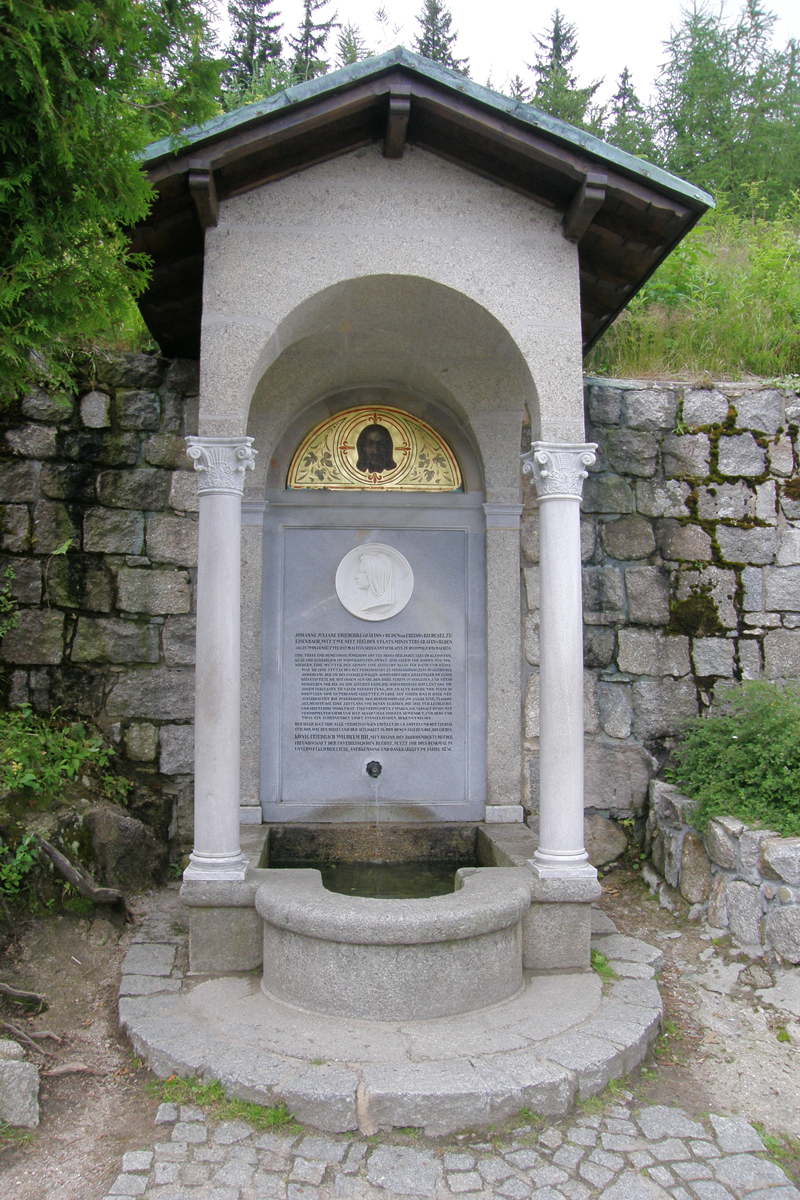
Kościół Wang - Epitafium hrabiny von Reden na kościelnym dziedzińcu.
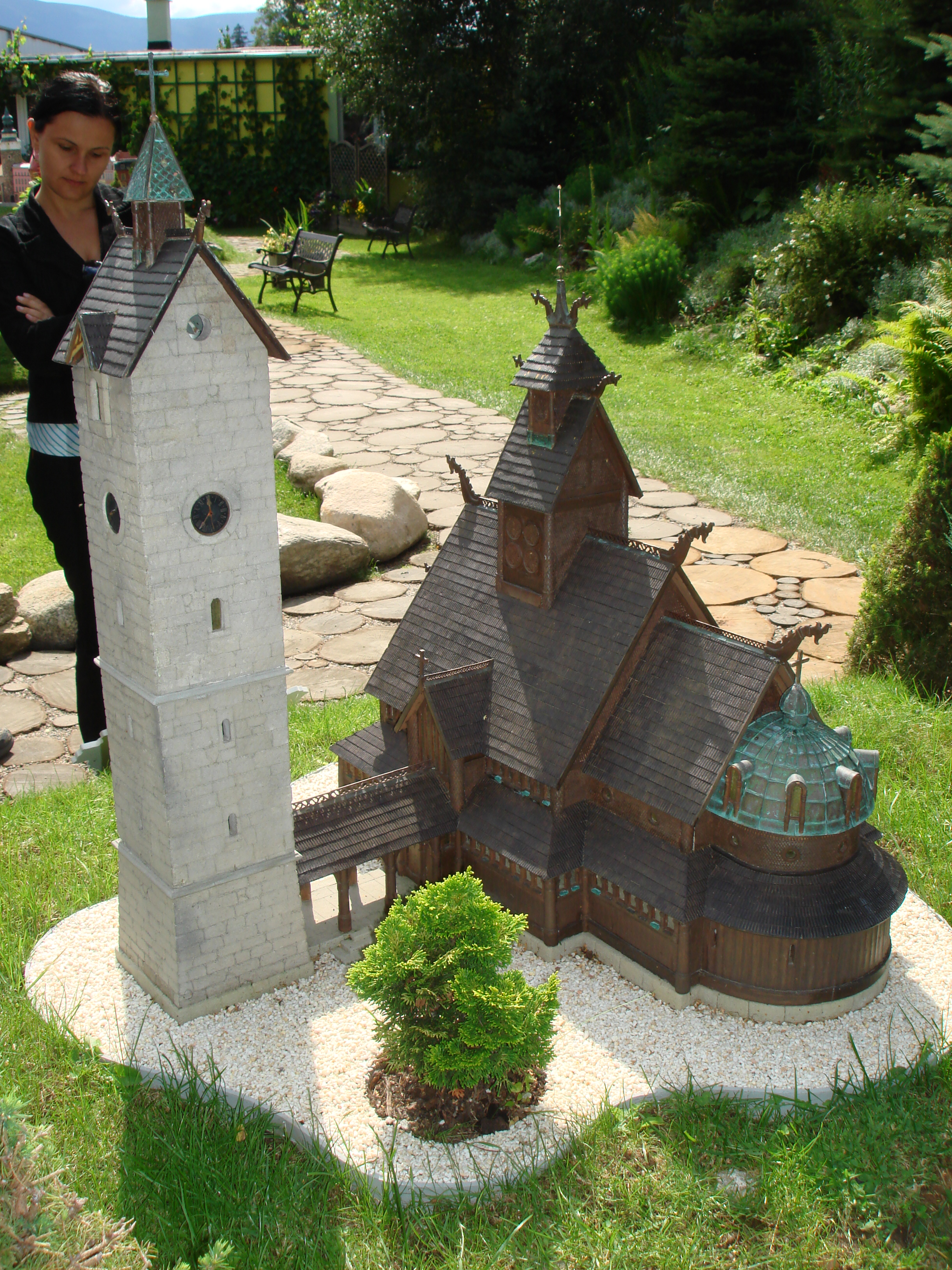
Miniatura kościoła Wang w parku miniatur w Kowarach
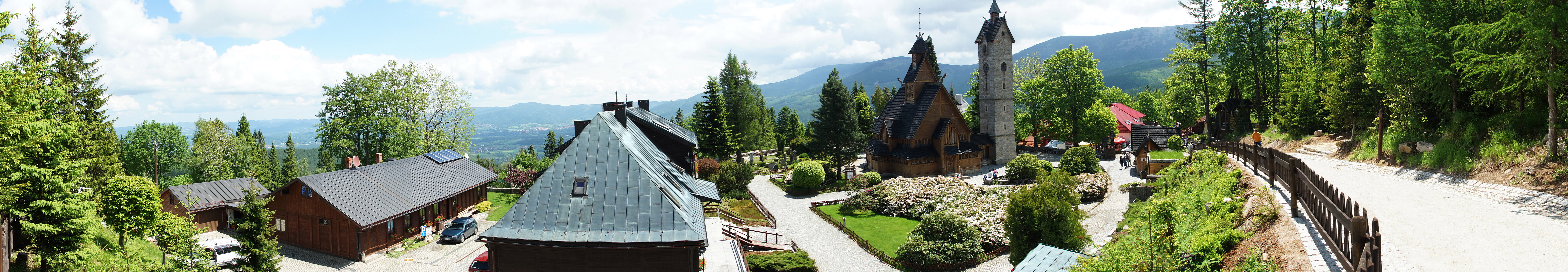
Panorama kompleksu